# Polygrapha xenocrates
Polygrapha xenocrates é uma borboleta neotropical da família Nymphalidae e subfamília Charaxinae, encontrada no noroeste da América do Sul, na Bolívia, Equador, Peru e Colômbia até Guiana Francesa e Brasil amazônico. Foi classificada por John Obadiah Westwood, com a denominação de Paphia xenocrates, em 1850 e com seu tipo nomenclatural coletado na Bolívia; descrito no texto The genera of diurnal lepidoptera: comprising their generic characters, a notice of their habits and transformations, and a catalogue of the species of each genus (1846).

## Descrição
Adultos desta espécie, do sexo masculino, vistos por cima, possuem as asas de contornos falciformes e de tonalidades que vão do azul ao violeta, presentes em suas asas anteriores e posteriores, estas terminando em ângulos triangulares. Vistos por baixo, apresentam asas acastanhadas, com finos pontos mosqueados em negro.

## Hábitos
Borboletas Polygrapha são encontradas em habitats de floresta tropical e subtropical úmida; voando no dossel florestal e descendo para se alimentar de fezes, carniça e frutos em fermentação, ou para absorver umidade mineralizada sobre as folhas e no solo.

## Subespécies
P. xenocrates possui três subespécies:
- Polygrapha xenocrates xenocrates - Descrita por Westwood em 1850 - Localidade tipo: Bolívia.[3]
- Polygrapha xenocrates punctimarginale - Descrita por Kaye em 1918 - Localidade tipo: Guiana Francesa.[3]
- Polygrapha xenocrates ernestoi[5] - Descrita por Salazar & Constantino em 2001 - Localidade tipo: Colômbia.[3]